# 超铁电池
超铁电池是一种名字尚在拟议的充电电池。这种电池配备高铁酸盐组成的阴极，有高铁酸钾（K
2FeO
4）或高铁酸钡（BaFeO
4）。这种电池的一个亮点是用过的阴极由锈状物组成，它在这方面胜过以镉、锰和镍为材料的电池。

## 延伸阅读
- Super Battery （页面存档备份，存于）.
- 《电池》，纳米级铁酸盐超铁电池性能研究 （页面存档备份，存于）, Vol.34 No. P.247-249. 2004
- Energetic Iron(VI) Chemistry: The Super-Iron Battery, Science, Volume 285, p. 1039, 13 August 1999. "Super-Iron" Comes to the Rescue of Batteries, Science, Volume 285, p. 995, 13 August 1999.